# ری اولدنبرگ
ری اولدنبرگ (Ray Oldenburg) (7 آوریل 1932 - 21 نوامبر 2022) جامعه‌شناس شهری آمریکایی بود که به دلیل نوشته‌هایش دربارۀ اهمیت فضاهای گردهمایی عمومی غیررسمی برای شکل‌گیری جامعه‌ای پویا، دموکراسی و مشارکت مدنی شناخته می‌شود. او اصطلاح "مکان/فضای سوم" را ابداع کرد و نویسندۀ کتاب مکان بزرگ و خوب (که در سال 1989 در فهرست برگزیدۀ ویراستاران نیویورک تایمز بوک ریویو (New York Times Book Review) قرار گرفت) و جشن گرفتن جایگاه سوم (2001) بود.

## زندگی شخصی
اولدنبرگ در هفتم آوریل 1932 در هندرسون مینه‌سوتا متولد شد. او که فرزند گریس و ریموند اولدنبرگ بود، دوران دبیرستان و دانشگاه را با روندی معمولی پشت سر گذاشت و پس از آن دو سال در جنوب فرانسه در ارتش خدمت کرد. او در ادامۀ مسیر علمی خود، در 35 سالگی با جودیت اولدنبرگ ازدواج کرد و صاحب سه فرزند و هشت نوه شد.
ری اولدنبرگ در 21 نوامبر 2022 در سن 90 سالگی درگذشت.

## فعالیت‌های علمی
اولدنبرگ استاد بازنشستۀ گروه جامعه‌شناسی و انسان‌شناسی در دانشگاه فلوریدای غربی در پنساکولا بود. او در سال 1954 مدرک کارشناسی خود را در رشته‌های انگلیسی و مطالعات اجتماعی از دانشگاه ایالتی منکیتو دریافت کرد. سپس در سال‌های 1965 و 1968 مدرک کارشناسی‌ارشد و دکترای جامعه‌شناسی خود را از دانشگاه مینه‌سوتا دریافت کرد.

## نظریۀ مکان‌های سوم
همچنین ببینید: مکان‌های سوم
اولدنبرگ بر این باور بود که باغ‌های آبجو، خیابان‌های اصلی، میخانه‌ها، کافه‌ها، قهوه‌خانه‌ها، اداره‌های پست و سایر "مکان‌های سوم" نقش مهمی در پویایی اجتماعی یک جامعه و بنیان دموکراسی دارند. این فضاها با کاهش تفاوت‌های اجتماعی میان افراد، ایجاد بستری برای سیاست‌های مردمی، تقویت عادت‌های مشارکت عمومی و فراهم کردن حمایت روانی برای افراد و جوامع، به برقراری برابری اجتماعی کمک می‌کنند.
او معتقد بود هر فرد دو فضای اصلی در زندگی خود دارد: فضای اول که همان خانه است و اغلب محیطی غیررسمی و منزوی به شمار می‌آید، و فضای دوم که شامل محیط‌های کاری می‌شود و رسمی، ساختارمند و هدف‌محور است. در این میان، مکان‌های سوم فضایی عمومی و بی‌طرف را در اختیار افراد قرار می‌دهد تا بدون داشتن هدف خاصی، با دیگران ارتباط برقرار کنند و پیوندهای اجتماعی شکل دهند. این فضاها «محل گردهمایی‌های منظم، داوطلبانه، غیررسمی و دلپذیر افراد فراتر از خانه و محیط کار» هستند.
اولدنبرگ نگران کاهش جایگاه‌های سوم در نتیجۀ گسترش حومه‌نشینی در جوامع مدرن بود. او به این مسئله اشاره داشت که شهرهای حومه‌ای تنها شامل خانه و محل کار هستند و رفت و آمد بین آن‌ها نیازمند استفاده از خودرو است. همچنین، فضاهای عمومی به شدت تجاری شده‌اند؛ به طوری که حضور در آن‌ها نیازمند خرید کالا یا خدمات است و افراد از "وقت‌گذرانی" در این فضاها منع می‌شوند.